# Georgiulus hubrichti
Georgiulus hubrichti är en mångfotingart som beskrevs av Hoffman 1992. Georgiulus hubrichti ingår i släktet Georgiulus och familjen Parajulidae. Inga underarter finns listade i Catalogue of Life.